# Rhaphidostegium entodontoides
Rhaphidostegium entodontoides là một loài Rêu trong họ Sematophyllaceae. Loài này được (Besch.) Broth. miêu tả khoa học đầu tiên năm 1908.